# 小行星2874
小行星2874（2874 Jim Young）是一颗围绕太阳公转的小行星。1982年10月13日，愛德華·鮑威爾在可可尼诺县发现了此天体。
該小行星以美國天文學家詹姆斯·惠特尼·揚命名。
这颗小行星的绝对星等为322.56165等。